# トニー・パショス
トニー・パショス（Tony Pashos 1980年8月3日- ）はイリノイ州パロスハイツ出身のアメリカンフットボール選手。ポジションはオフェンシブタックル。

## 経歴
イリノイ州パロスハイツで生まれた彼は、同州ロックポートの高校に進学し、1998年に卒業した。
イリノイ大学では右タックルとして全47試合に先発出場、3年次、4年次の2年間、ビッグ・テン・カンファレンスのファーストチームに選ばれた。
2003年のNFLドラフト5巡でボルチモア・レイブンズに指名されて入団した。レイブンズで4シーズン所属し先発23試合を含む38試合に出場した。2006年にはレイブンズは、NFL2位の17サックしか相手ディフェンスに許さなかった。
2006年シーズン終了後、無制限フリーエージェントとなった彼は2007年3月2日、ジャクソンビル・ジャガーズと契約を結んだ。
ジャガーズでは2007年、先発15試合を含む全16試合に出場した。この年、ジャガーズはランオフェンスで、AFCトップの2,391ヤードを獲得した。
2008年、全スナップで右タックルとして出場、プレーオフ2試合にも出場した。
2009年9月6日、シーズン開幕前にジャガーズより解雇された。ジャガーズはこの年、ユージン・モンロー、エベン・ブリットン、トラ・トーマスを獲得していた。翌9月7日、サンフランシスコ・フォーティナイナーズと契約を結んだ。同年10月25日、左肩甲骨を骨折、シーズン絶望となった彼は、翌日故障者リスト入りした。
2010年3月7日、クリーブランド・ブラウンズと3年1030万ドルで契約を結んだ。
2012年3月手術を受けた彼は、3月12日、ブラウンズから解雇された。ブラウンズでは2年間で先発15試合を含む18試合に出場した。
2013年3月、ワシントン・レッドスキンズと契約を結んだが、8月31日に最終ロースターカットで解雇された。
その後、9月2日、オークランド・レイダースと契約し、アレックス・バロンの代わりにアクティブロースターに加わった。

## 人物
ギリシャ移民の子どもであり、英語、ギリシャ語、ドイツ語を話すことができる。
2012年アメリカ合衆国大統領選挙では、共和党のロン・ポールを支援した。